# Coeliccia
Coeliccia is een geslacht van libellen (Odonata) uit de familie van de Breedscheenjuffers (Platycnemididae).

## Soorten
Coeliccia omvat 63 soorten:
- Coeliccia acco Asahina, 1997
- Coeliccia albicauda (Förster in Laidlaw, 1907)
- Coeliccia ambigua Asahina, 1997
- Coeliccia arcuata Lieftinck, 1940
- Coeliccia axinocercus Lieftinck, 1974
- Coeliccia bimaculata Laidlaw, 1914
- Coeliccia boettcheri Schmidt, 1951
- Coeliccia borneensis (Selys, 1886)
- Coeliccia brachysticta Ris, 1912
- Coeliccia campioni Laidlaw, 1918
- Coeliccia chromothorax (Selys, 1891)
- Coeliccia coomansi Lieftinck, 1940
- Coeliccia cyaneothorax Kimmins, 1936
- Coeliccia cyanomelas  Ris, 1912
- Coeliccia didyma (Selys, 1863)
- Coeliccia dierli St. Quentin, 1970
- Coeliccia dinoceras Laidlaw, 1925
- Coeliccia doisuthepensis Asahina, 1984
- Coeliccia dorothea Fraser, 1933
- Coeliccia erici Laidlaw, 1917
- Coeliccia exoleta Lieftinck, 1961
- Coeliccia flavicauda Ris, 1912
- Coeliccia flavostriata Laidlaw, 1918
- Coeliccia fraseri Laidlaw, 1932
- Coeliccia furcata Hämäläinen, 1986
- Coeliccia galbina Wilson & Reels, 2003
- Coeliccia hoanglienensis Do, 2007
- Coeliccia kazukoae Asahina, 1984
- Coeliccia kimurai Asahina, 1990
- Coeliccia lieftincki Laidlaw, 1932
- Coeliccia loogali Fraser in Laidlaw, 1932
- Coeliccia macrostigma Laidlaw, 1918
- Coeliccia megumii Asahina, 1984
- Coeliccia membranipes (Rambur, 1842)
- Coeliccia mingxiensis Xu, 2006
- Coeliccia montana Fraser, 1933
- Coeliccia nemoricola Laidlaw, 1912
- Coeliccia nigrescens Laidlaw, 1931
- Coeliccia nigrohamata Laidlaw, 1918
- Coeliccia octogesima (Selys, 1863)
- Coeliccia onoi Asahina, 1997
- Coeliccia palawana Lieftinck, 1940
- Coeliccia poungyi Fraser, 1924
- Coeliccia pracritii Lahiri, 1985
- Coeliccia pyriformis Laidlaw, 1932
- Coeliccia renifera (Selys, 1886)
- Coeliccia resecta Lieftinck, 1953
- Coeliccia rossi Asahina, 1985
- Coeliccia rotundata Asahina, 1984
- Coeliccia ryukyuensis Asahina, 1951
- Coeliccia sarbottama Lahiri, 1987
- Coeliccia satoi Asahina, 1997
- Coeliccia schmidti Asahina, 1984
- Coeliccia scutellum Laidlaw, 1932
- Coeliccia sexmaculata Wang, 1994
- Coeliccia simillima Laidlaw, 1917
- Coeliccia svihleri Asahina, 1970
- Coeliccia tomokunii Asahina, 1997
- Coeliccia uenoi Asahina, 1997
- Coeliccia vacca Laidlaw, 1932
- Coeliccia werneri Lieftinck, 1961
- Coeliccia wilsoni Zhang & Huo, 2011
- Coeliccia yamasakii Asahina, 1984